# شهناز مسمی‌پرست
شهناز مسمی‌پرست (زاده ۱۳۳۸ در آبادان) مترجم و پژوهشگر حوزه فلسفه و علوم اجتماعی است. او دانش‌آموخته لیسانس علوم اجتماعی از دانشگاه ایندیانا در آمریکا است. او به واسطه‌ی ترجمه‌ی آثار گئورگ زیمل، فیلسوف و جامعه‌شناس آلمانی، در ایران شناخته شده‌است.

## کتاب شناسی

### ترجمه
- فلسفه پول، گئورگ زیمل، بنگاه ترجمه و نشر کتاب پارسه[۶]، چاپ دوم ۱۳۹۸
- الهیات و نظریه اجتماعی، جان میلبنک، به همراه شهرزاد قانونی (مترجم) و ایرج قانونی (ویراستار)، انتشارات ترجمان، چاپ دوم ۱۳۹۷
- دربارهٔ فردیت و فرم‌های اجتماعی، گئورگ زیمل، نشر ثالث، چاپ دوم ۱۳۹۳
- مقالاتی دربارهٔ دین، گئورگ زیمل، نشر ثالث،  چاپ دوم ۱۳۹۲
- شوپنهاور و نیچه، گئورگ زیمل، نشر علم، چاپ دوم ۱۳۹۶
- مقالاتی دربارهٔ تفسیر در علوم اجتماعی، گئورگ زیمل، شرکت سهامی انتشار، چاپ دوم ۱۳۸۷
- مرزهای عقلانیت (رساله ای دربارهٔ اندیشه اجتماعی و اخلاقی ماکس وبر)، راجرز بروبیکر، بنگاه ترجمه و نشر کتاب پارسه،  چاپ اول ۱۳۹۵
- مارکس و ویتگنشتاین (پراکسیس اجتماعی و تبین اجتماعی)، دیوید روبینشتاین، نشر نی،  چاپ دوم ۱۳۹۵
- کارل مارکس، آلن و. وود، انتشارات ققنوس،  چاپ پنجم ۱۳۹۸
- اندیشهٔ اجتماعی گئورگ زیمل، هورست یورگن هله، نشر گل آذین،  چاپ اول ۱۳۹۴
- نظریه اجتماعی کلاسیک، یان کرایب، نشر آگه،  چاپ سیزدهم ۱۳۹۸
- فهم علم اجتماعی، راجر تریگ، نشر گل آذین،  چاپ سوم ۱۳۹۳
- مبانی نظریه جامعه شناختی معاصر و ریشه‌های کلاسیک آن، جرج ریتزر،  نشر ثالث،  چاپ سوم ۱۳۹۴
- دورکیم مرده‌است! (شرلوک هلمز به نظریه اجتماعی وارد می‌شود)، آرتور آسا برگر ، به همراه شهرزاد قانونی (مترجم)، نشر آگه، چاپ دوم ۱۳۹۳
- گئورگ زیمل، دیوید فریزبی، انتشارات ققنوس، چاپ دوم ۱۳۹۳
- ماکس وبر و کارل مارکس، کارل لوویت، انتشارات ققنوس، چاپ پنجم ۱۳۹۸
- فلسفه علوم اجتماعی (بنیادهای فلسفی تفکر اجتماعی)، تد بنتون و ایان کرایب، به همراه محمود متحد (مترجم)، انتشارات آگاه،  چاپ نهم ۱۳۹۸
- جامعه‌شناسان بزرگ عصر تکوین، جان اسکات، به همراه ستاره قانونی (مترجم) انتشارات گل آذین، ۱۳۹۳
- ساخت شکنی دورکیم، جنیفر لمان، نشر کند و کاو،  چاپ دوم ۱۳۹۰
- ماکس وبر، فرانک پارکین، انتشارات ققنوس، چاپ دوم ۱۳۹۲
- امیل دورکم، کنت تامپسون، نشر نی، ۱۳۸۸
- فهم علم اجتماعی، راجر تریگ، نشر گل آذین، چاپ سوم ۱۳۹۳. (برنده‌ی تقدیری جایزه‌ی بیست و چهارمین دوره کتاب سال ایران[۷])

### تألیف‌
- طلوع جامعه‌شناسی از دیدگاه زیمل، رادیو زمانه،  ۱۸ اسفند ۱۳۸۹ [۸]
- اندام فلسفه‌ورزی، رادیو زمانه، ۲ اسفند ۱۳۸۹ [۹]
- زیمل شخصیت حاشیه‌ای: قطعه‌ای دربارۀ فلسفۀ مد، رادیو زمانه، ۱۳ بهمن ۱۳۸۹ [۱۰]
- طغیان زندگی برضد فرم‌ها در طول تاریخ فرهنگ، رادیو زمانه،  ۳۱ فروردین ۱۳۹۰  [۱۱]
- طلوع جامعه‌شناسی از دیدگاه زیمل، رادیو زمانه،  ۱۸ اسفند ۱۳۸۹ [۸]